# 這時候製作了部新劇
《這時候製作了部新劇》是NHK綜合於2020年5月4日、5月5日及5月8日，共3晚播出的短篇系列電視劇。受新型冠狀病毒感染症（COVID-19）疫情影響，電視劇拍攝紛紛暫停，本劇制作時採用「遠端劇」形式，演員及製作員工從商討到綵排、正式拍攝均未直接見面。員工網誌有介紹制作過程。

## 第1夜「心是檀香山，對他來說是花生醬」

### 故事簡介（第1夜）
神林五郎與森本千明已訂立婚約，不過五郎工作有調動，現正在遠距離恋愛。原定春季在夏威夷舉行的婚禮亦取消。
在事與願違的焦躁及無法見面的寂寞下，視訊通話成為唯一的聯絡手段。習以為常的甜蜜通話中，一個小小的誤會引出2人間的隔閡，引發分手危機。

### 登場人物（第1夜）
神林五郎
演 - 滿島真之介
森本千明
演 - 前田亞季

### 製作人員（第1夜）
- 脚本 - 矢島弘一
- 制作統括 - 西村崇、柴田直之
- 製作人 - 神林伸太郎、大谷直哉
- 演出 - 渡邊一貴
- 制作 - NHK ENTERPRISES
- 制作、著作 - NHK

## 第2夜「再見MyWay!!!」

### 故事簡介（第2夜）
陪伴40年的妻子舞子剛因中風去世，宍戶道男強忍悲痛，在自己經營的保險代理店努力工作。
這時候，工作用的電腦突然接到已故妻子舞子打來的視訊電話，舞子變成幽靈，隔著熒幕送來離婚申請。

### 登場人物（第2夜）
宍戶道男
演 - 小日向文世
宍戶舞子
演 - 竹下景子

### 製作人員（第2夜）
- 脚本 - 池谷雅夫
- 制作統括 - 西村崇、柴田直之
- 製作人 - 神林伸太郎、大谷直哉
- 演出 - 渡邊一貴
- 制作 - NHK ENTERPRISES
- 制作、著作 - NHK

## 第3夜「轉・幸・生」

### 故事簡介（第3夜）
在避免外出請求下，呆在家中就會「想見那個人」，結果不知為何，靈魂竟然和「想見」的人互換了。首先是柴咲幸和室剛身心互換，混乱中又出現與幸養的貓互換的高橋一生，引發一場大混乱。

### 登場人物（第3夜）
柴咲幸
演 - 柴咲幸
室剛
演 - 室剛
高橋一生
演 - 高橋一生

### 製作人員（第3夜）
- 作 - 森下佳子
- 音樂 - 宮崎誠
- 制作統括 - 藤並英樹
- 製作人 - 中野亮平
- 演出 - 小野見知
- 制作、著作 - NHK

## 播放日程
| 播放回 | 播放日 | 日文標題 | 中文標題                     | 脚本           | 演出     |
| ------ | ------ | -------- | ---------------------------- | -------------- | -------- |
| 第1夜  | 5月4日 |          | 心是檀香山，對他來說是花生醬 | 矢島弘一       | 渡邊一貴 |
| 第2夜  | 5月5日 |          | 再見MyWay!!!                 | 池谷雅夫       | 渡邊一貴 |
| 第3夜  | 5月8日 |          | 轉・幸・生                   | 森下佳子（作） | 小野見知 |

## 外部連結
- 這時候製作了部新劇 （页面存档备份，存于） - NHK
- 這時候製作了部新劇｜電視劇員工網誌 （页面存档备份，存于） - NHK電視劇